# Love on the Run (1936)
Love on the Run is een Amerikaanse filmkomedie uit 1936 onder regie van W.S. Van Dyke. Destijds werd de film in Nederland uitgebracht onder de titel De vlucht voor het huwelijk.

## Verhaal
De journalist Michael Anthony moet een reportage maken over het nakende huwelijk van de miljonairsdochter Sally Parker met een Europese prins. Zijn kameraad Barnabus Pells werkt intussen aan een artikel over een baron. Sally wil helemaal niet trouwen met de prins en ze besluit om er met Michael vandoor te gaan. Ze stelen het vliegtuig van de baron en maken samen een reis dwars door Europa.

## Rolverdeling
| Acteur           | Personage       |
| ---------------- | --------------- |
| Joan Crawford    | Sally Parker    |
| Clark Gable      | Michael Anthony |
| Franchot Tone    | Barnabus Pells  |
| Reginald Owen    | Baron Otto      |
| Mona Barrie      | Barones Hilda   |
| Ivan Lebedeff    | Prins Igor      |
| Charles Judels   | Inspecteur      |
| William Demarest | Lees Berger     |
| Donald Meek      | Conciërge       |